# White Plains (Schiff, 1943)
Die White Plains (CVE-66) war ein Geleitflugzeugträger der Casablanca-Klasse der United States Navy. Der Träger wurde im November 1943 bei der US-Marine in Dienst gestellt und blieb bis zum Juli 1946 im Einsatz. Größter Einsatz des Schiffes war bei der Schlacht vor Samar während der See- und Luftschlacht im Golf von Leyte im Oktober 1944. Das Schiff wurde nach White Plains benannt, wo eine wichtige Schlacht im Unabhängigkeitskrieg der USA, die Schlacht von White Plains, am 28. Oktober 1776 stattfand, benannt.

## Technik
Ausführliche Angaben zur Technik finden sich im Artikel Casablanca-Klasse.
Die White Plains war 156,2 Meter lang und maximal 32,9 Meter breit, der Tiefgang lag bei 6,9 Metern, die Einsatzverdrängung bei 10.400 Tonnen. Der Antrieb aus vier auf zwei Wellen wirkenden Kolbendampfmaschinen mit 9000 PS Gesamtleistung brachte das Schiff auf eine Höchstgeschwindigkeit von 19 Knoten. Die Reichweite betrug bei 15 Knoten Marschgeschwindigkeit 10.200 Seemeilen. Neben der Rohrbewaffnung aus einem 127-mm-Geschütz, acht 40-mm-Zwillingsflaks und 20 20-mm-Maschinenkanonen verfügte der Träger über einen Carrier Air Wing mit etwa 25 bis 30 Flugzeugen, meist eine „composite squadron“ (dt. „kombinierte Staffel“) aus Jagdflugzeugen und Torpedobombern für U-Jagdeinsätze.

## Geschichte

### Einsätze
Erster richtiger Einsatz der USS White Plains im Krieg war der Transport von Flugzeugen zum Tarawa-Atoll, wo es am 11. Januar 1944 an kam. Sie transportiere die nächste Zeit weiter Flugzeuge. Im März und April wurde an der Westküste der USA ein operatives Training für den Kampfeinsatz durchgeführt und sie bekam ihre eigene fest zugeordnete Lufteinheit, die Composite Squadron 4, bestehend aus 16 Grumman F4F Wildcat Jägern und 12 Grumman TBF Avenger Torpedoflugzeugen. Im Mai wurden von Pearl Harbor aus Flugoperationen und amphibisches Hilfstraining durchgeführt.
Ab dem 31. Mai nahm das Schiff als Teil der Task Group 52.17 an der Schlacht um die Marianen-Inseln teil. Während der Fahrt zu den Marianen führten ihre Flugzeuge Anti-U-Boot-Patrouillen und einen Teil der Kampfluftpatrouille aus. Während der Schlacht um Saipan deckten ihre Flugzeuge weiterhin die Flotte gegen U-Boot- und Luftangriffe ab. Ihre Flugzeuge halfen mindestens drei große feindliche Luftangriffe abzuwehren. Am 17. Juni erzielten ihre Flugabwehrgeschütze ihren ersten Abschuss eines Feindflugzeuges. Anfang Juli brachte eine kurze Pause in Eniwetok. Am 14. Juli nahm sie die Unterstützungseinsätze in der  Schlacht um Tinian und der Schlacht um Guam.
Die White Plains und zehn weitere Flugzeugträger fuhren in der zweiten Septemberwoche in die Nähe von Palau. Ihre Flugzeuge lieferten einen Teil der Vorlandungsbombardierung und Luftunterstützung für die Bodentruppen bei der Landung der US-Truppen am 15. September.

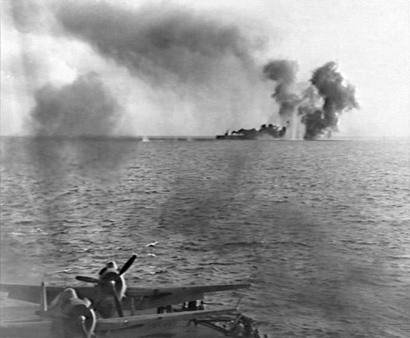
USS White Plains unter Beschuss bei der Schlacht vor Samar am 25. Oktober 1944

### Schlacht vor Samar
Während der See- und Luftschlacht im Golf von Leyte im Oktober 1944 gehörte der Träger zur Task Force 77 aus 16 Geleitflugzeugträgern mit 450 Trägerflugzeugen und Geleitzerstörern. Dabei gehörte sie zur Task Unit 77.4.3 (abgekürzt Taffy 3) mit sechs dieser Träger. Am 25. Oktober kam es zur Schlacht vor Samar mit japanischen Großkampfschiffen die Landungsunternehmen der US Navy auf den Philippinen angreifen wollten.
Am 25. Oktober kam es zur Schlacht vor Samar als der Kampfverband von Admiral Kurita Takeo mit vier Schlachtschiffen, darunter die Yamato, mit dem Schwesterschiff die größten Schlachtschiffe der Geschichte, sieben Schweren Kreuzern, zwei Leichten Kreuzern und 19 Zerstörern auf Taffy 3 traf. Taffy 3 erfuhr von Kuritas Anwesenheit, als ein Pilot bei einer Routinefliegerpatrouille um 6:37 Uhr den Verband von Kurita entdeckte und den Verband angriff. Konteradmiral Clifton Sprague, Kommandant von Taffy 3, war zunächst ungläubig über die Anwesenheit der japanischen Marine. Er verlangte eine klare Identifizierung. Diese war nicht mehr notwendig, da die Masten der feindlichen Schlachtschiffe am Horizont auftauchten.
Die Yamato eröffnete das Feuer um 6:59 Uhr, in einer geschätzten Reichweite von 34.544 Yards, und zielte mit ihren ersten vier Salven auf White Plains. Eine Granate der Yamato aus der dritte Salve um 7:04 Uhr, schlug nahe an der Backbord-Bilge in der Nähe von Rahmen 142 beim hinteren Steuerbord-Maschinenraum des Trägers ein. Obwohl das Schiff nicht direkt getroffen wurde, beschädigte die Wirkung der Explosion unter dem Kiel ihren Rumpf schwer. Sie störte ihre Steuerbordmaschinen und ließ die Stromversorgung ausfallen. Prompte und effektive Schadensbehebung stellte innerhalb von drei Minuten die Stromversorgung und Kommunikation des Schiffes wieder her. Der Träger konnte die Fahrrichtung halten, indem sie ihren Backbordmotor zur Kompensation überdrehte. Der schwarze Rauch ließ die Schiffsführung der Yamato und Nagato, die auch ihre Hauptbatterie auf die White Plains abfeuerte, vermuten, dass sie einen direkten Treffer auf dem Träger erzielt hatte und sie verlagerten das Feuer auf andere feindliche Ziele. Für die nächsten zweieinhalb Stunden jagten die Japaner Taffy 3 nach Süden und beschossen die Träger mit ihren großkalibrigen Kanonen. Die Kampfflugzeuge der Flugzeugträger wehrten sich und führten Angriffe ihre Bomben und Torpedos durch.
Während der Phase des Kampfes reklamierten die 5-Zoll-Geschützbesatzungen der White Plains sechs Treffer auf dem Schweren Kreuzer Chōkai. Diese Treffer sollen acht an Deck der Chōkai gelagerten Torpedo Typ 93 zur Explosion gebracht haben. Der Torpedo Typ 93 ist in der westlichen Welt unter dem Namen Long-Lance Torpedo bekannt worden. Es handelte sich sowohl um den Torpedo mit der größten Reichweite als auch um den mit dem größten Sprengkopf, der im Zweiten Weltkrieg zum Einsatz kam. Die Behauptung der Geschützbesatzungen der White Plains wird von japanischen Quellen nicht bestätigt.
Die japanische Großkampfschiffe brachen ihre Verfolgung zwischen 9:12 und 9:17 Uhr ab. Nach einer 90-minütigen Pause wurde Taffy 3 um 10:50 Uhr von einer Formation von neun japanischen Mitsubishi A6M, bekannt als Zero, mit gleichzeitigen Kamikaze-Angriff attackiert. Zwei der Zeros wählten die White Plains als ihr Ziel aus. Ihre Flakgeschosse trafen eine Zero, die sofort ihren Kurs änderte und in die St. Lo (CVE-63) stürzte. Die St. Lo wurde so schwer getroffen, dass sie später sank. Die zweite Zero flog weiter in Richtung White Plains, aber ihre Flakgeschütze brachten diese Zero hinter dem Schiff zur Explosion. Die Explosion verstreute Trümmer über das gesamte Schiffsdeck und die Seiten, verursachten aber nur 11 relativ geringe Schäden. Dieser Angriff erwies sich als die letzte Kampfhandlung der White Plains im Krieg.

## Weitere Einsätze
Die White Plains dampfte mit den anderen übergebliebenen Trägern zur Marinebasis in Manus und kam dort am 31. Oktober an. Nach einer Inspektion des Schadens wurde beschlossen, dass der angeschlagene Träger zur vollständigen Reparatur in die Vereinigten Staaten zurückkehren sollte. Dementsprechend verließ sie Manus am 6. November und machte sich auf den Weg zur Westküste, um am 27. November im Hafen von San Diego anzukommen. die Reparatur begann sofort.
Wieder einsatzbereit, fuhr die White Plains am 19. Januar 1945 aus San Diego heraus. Die Besorgnis über die Auswirkungen der Explosion auf den Rumpf und der Maschinenschäden bei Samar hielt das Schiff jedoch von der Front fern. Der Träger wurde für den Rest des Krieges damit beauftragt, Ersatzflugzeuge von den Vereinigten Staaten zu Stützpunkten im westlichen Pazifik zu transportieren. In den letzten Monaten des Krieges besuchten White Plains Kwajalein, Hollandia, Ulithi (Atoll), Saipan, Guam, Leyte und Pearl Harbor.
Bei der Operation Magic Carpet begann das Schiff ab dem 6. September amerikanische Soldaten aus dem Pazifik-Theater nach Hause zu transportieren. Zuerst wurden 554 Soldaten nach San Francisco gefahren. Wo es am 19. Oktober ankam. Weitere Transportfahrten nach Pearl Harbor und Okinawa endeten am 12. Januar 1946 in San Pedro (Los Angeles). Zwanzig Tage später übernahm das Schiff in Okinawa mehr als 800 Passagiere für die Reise in die Vereinigten Staaten an Bord. Am 28. September führte die Fahrt nach San Diego. Die White Plains erreichten am 16. Oktober den Hafen von San Diego. Nach neun Tagen im Hafen machte sie sich auf den Weg nach Pearl Harbor und um von dort zur Rückreise an die Westküste zu fahren. Am 27. November war das Schiff in Guam und schiffte Passagiere ein. Es begann dann am 30. November die Rückreise. White Plains kam am 14. Dezember 1945 in Seattle an. Sie blieb dort bis zum 30. Januar 1946, als sie sich auf die Reise über den Panamakanal nach Boston. Die White Plains erreichten am 17. Februar 1946 den Bostoner Hafen und begannen dann mit den Vorbereitungen für die Stilllegung.
Die USS White Plains wurden am 10. Juli 1946 stillgelegt und zur Reserveflotte gestellt. Sie blieb 12 Jahre lang bei der Reserveflotte. Schließlich wurde ihr Name am 1. Juli 1958 aus dem Schiffsregister gestrichen. Sie wurde am 29. Juli an die Hyman Michaels Company aus Chicago zur Verschrottung verkauft.

## Auszeichnungen
Für ihren Einsatz während des Zweiten Weltkriegs erhielt die White Plains fünf Battle Stars. Für den Einsatz während der Schlacht vor Samar wurden alle Schiffe der Task Unit 77.4.3 mit der Presidential Unit Citation und dem Philippines Presidential Unit Citation Badge ausgezeichnet.

## Weiterführende Informationen